# Loranca de Tajuña
Loranca de Tajuña és un municipi de la província de Guadalajara, a la comunitat autònoma de Castella-La Manxa. Limita amb Pioz, Aranzueque, Renera, Hontoba, Escariche i Pezuela de las Torres

## Demografia
| 1991 | 1996 | 2001 | 2004 | 2007 |
| ---- | ---- | ---- | ---- | ---- |
| 278  | 305  | 350  | 575  | 1267 |